# Georg Severin Knækenborg
Georg Severin Knækenborg (ved dåben: Knæckenborg) (født 27. juli 1823 i Næstved, død 1. oktober 1891) var en dansk præst og politiker.
Han var søn af mægler, klasselotterikollektør Søren Knækenborg og Ane Christiane Georgia Schiøth (datter af provst, magister Jens Riddermann Schiøth). Han blev student fra Herlufsholm 1840, teologisk kandidat 1846 og blev 1849 adjunkt ved Frederiksborg lærde Skole (fast ansat 1851). Knækenborg blev sognepræst i Kollerup-Vejle Pastorat 1860 og fra 1880 var han præst i Slangerup-Uvelse Pastorat.
Han blev valgt til landstingsmand for 10. kreds (Vejle og Skanderborg Amter) 23. juni 1866 og stemte "nej" til "den gennemsete Grundlov".
Han skrev Den bibelske Skabelseshistorie (forkortet bearbejdelse af Johann Heinrich Kurtz' Bibel und Astronomie, 1857), Dyret af Havet, Dyret af Jorden og Dyrets Billeder, vejledende Forklaring af Johs. Aabenbaring (1866).
Gift 2. august 1851 med Hanne Petrine Margarethe Beck (26. oktober 1821 på St. Croix -), datter af kaptajn Hans Peter Gustav Beck og Gertrud Smith.